# Kalahariöknen

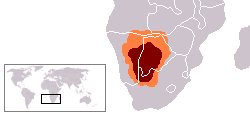
Kalahariöknen (brunt), med angränsande torra områden i orange.

Kalahari (Kalahariöknen) är ett stort öken- och stäppområde i södra Afrika. Det sandiga området sträcker sig genom Namibia, Botswana och Sydafrika. 

## Geografi
Kalahari breder ut sig över centrala och västra Botswana samt angränsande områden i Namibia och Sydafrika. Delar av de angränsande torrområdena (de yttre delarna av Kalaharibäckenet) når in i Angola, Zambia och Zimbabwe. Kalahari, som är beläget i huvudsak mellan floderna Zambesi och Oranjefloden på mellan 900 och 1500 m höjd över havet, har en yta av cirka 930 000 km².
I området finns flera stora saltträsk. Kalahariöknen är till största del sand och stäpp.

## Biologi

### Ekologi

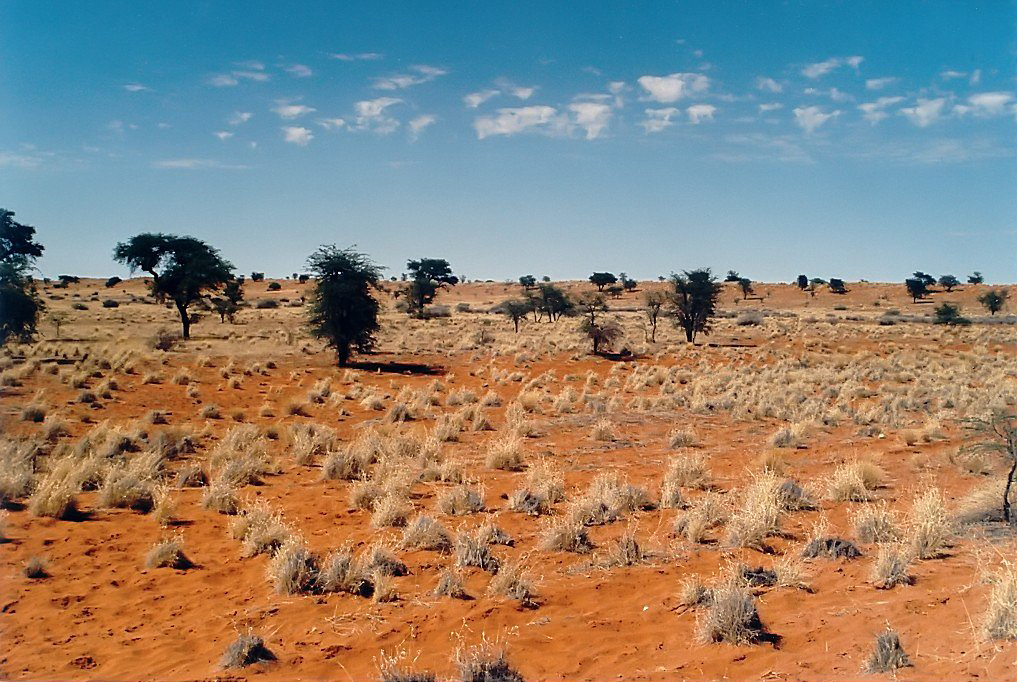
Kalahari i Namibia.

Trots det torra klimatet finns en rik fauna och flora i Kalahari. Bland de inhemska växterna finns akaciaträd och många olika örter och gräs. Några områden är säsongsbunden våtmark, bland dem Makgadikgadislätten i Botswana. I detta område finns otaliga halofila arter och under regntiden är tiotusentals flamingor på besök.

### Fauna och flora
Det finns flera viltreservat i Kalahari, bland annat Central Kalahari Game Reserve (CKGR) som är världens till ytan näst största skyddade område. Bland djur i Kalahari kan nämnas brun hyena, lejon, surikat, giraffer, vårtsvin, schakaler, babianer, flera arter av antilop (bland annat eland, gemsbock, springbock, hartebeest, stenantilop, större kudu och dykarantiloper) samt många olika fåglar och reptiler.
Växtligheten i Kalahari består till största delen av gräs och akacia men det finns fler än 400 identifierade växtarter, bland annat vild vattenmelon.